# نوشته‌های سلطنتی بر سکه‌های اشکانی

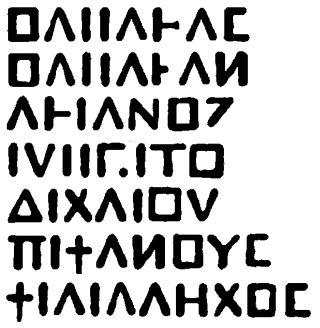
نمونه نوشته سلطنتی پشت سکه‌های پاکور یکم به الفبای یونانی.

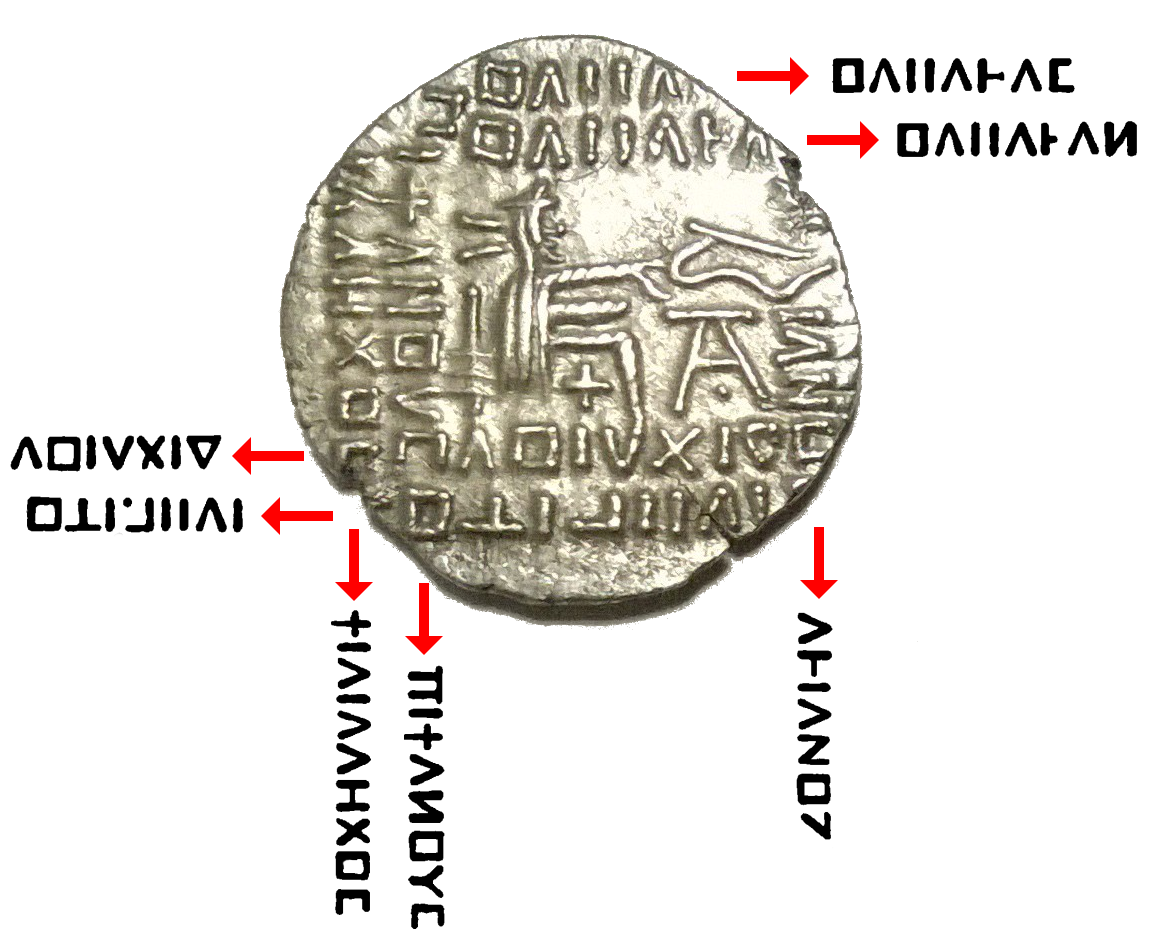
همان نوشته بالا پشت سکه‌ای از پاکور یکم.

نوشته‌های سلطنتی بر سکه‌های اشکانی به زبان‌های یونانی و پهلوی اشکانی نوشته شده است و در طول زمان دگرگونی‌هایی داشته است. برای نمونه، در برخی کتیبه‌ها، حروف به‌جای یکدیگر نوشته شده یا به اشتباه حذف و اضافه شدند. شکل ظاهری حروف نیز طی سالیان تغییرات بسیاری کرده است.
نوشته‌های یونانی با چند عنوان افتخاری مختلف، مانند: «ΒΑΣΙΛΕΩΣ ΒΑΣΙΛΕΩΝ ΑΡΣΑΚΟΥ ΕΥΕΡΓΕΤΟΥ ΔΙΚΑΙΟΥ ΕΠΙΦΑΝΟΥΣ ΦΙΛΕΛΛΗΝΟΣ»، به‌معنای «از شاهنشاه ارشک، نیکوکار، دادگر، درخشان، یونان‌دوست (فیل‌هلن)»، برروی سکه‌های شاهنشاهی اشکانی از دوره زمام‌داری اردوان یکم آغاز می‌شوند. گونه ابتدایی و نیز کوتاه‌تر این عبارت، به‌صورت «ΒΑΣΙΛΕΩΣ ΜΕΓΑΛΟΥ ΑΡΣΑΚΟΥ ΦΙΛΕΛΛΗΝΟΣ»، به‌معنای «از شاه بزرگ، ارشک یونان‌دوست»، برروی تترادراخماهای مهرداد یکم دیده می‌شوند. عنوان یونان‌دوست (ΦΙΛΕΛΛΗΝΟΣ)، نوعی ابتکار سیاسی برای جلب یونانیان ساکن شاهنشاهی بود که از زمان مهرداد یکم بر سکه‌ها نقش بست.
نام ارشک، بنیان‌گذار دودمان اشکانی تا دوره فرهاد چهارم به‌طور پیوسته بر سکه‌ها حضور داشت. اشکانیان نقش ارشک، بنیان‌گذار دودمان را درحالی‌که بر تخت شاهی تکیه زده و کمانی در دست دارد را همواره برپشت دراخماهای خود استفاده می‌کردند. این منقوش‌سازی ارشک برپشت سکه‌ها، گونه‌ای تقلید از سلوکیان بود که نقش آپولون را برپشت سکه‌های خود می‌آوردند. نقش ارشک نخست روی یک صندلی و سپس سنگی مخروطی (Omphalos) تکیه می‌کرد. از دوره مهرداد دوم، ارشک بر تختی شاهانه به سبک تخت شاهی زئوس تکیه می‌کند. به‌کاربردن شاهنشاه (ΒΑΣΙΛΕΩΣ ΒΑΣΙΛΕΩΝ) بر سکه‌های اشکانی از همان دوره رواج پیدا می‌کند.

## عنوان‌ها
عنوان‌های یونانی سلطنتی ضرب‌شده بر سکه‌های اشکانی شامل عناوین زیر است:
- ΒΑΣΙΛΕΩΣ = شاه، پادشاه
- ΒΑΣΙΛΕΩΣ ΒΑΣΙΛΕΩΝ = شاهِ شاهان
- ΜΕΓΑΛΟΥ = بزرگ
- ΑΡΣΑΚΟΥ = ارشک، اشک
- ΕΥΕΡΓΕΤΟΥ = نیکوکار
- ΑΥΤΟΚΡΑΤΟΡΟΣ = خودمختار، فرمانروای مطلق
- ΔΙΚΑΙΟΥ = دادگر
- ΕΠΙΦΑΝΟΥΣ = نامدار، نامی، مظهرخدا
- ΝΙΚΙΦΟΡΟΥ = پیروز
- ΦΙΛΟΠΑΤΟΡΟΣ = دوستدار پدر
- ΦΙΛΕΛΛΗΝΟΣ = یونان‌دوست، دوست یونانیان
- ΦΙΛΟΡΩΜΑΙΟΥ = دوستدار روم
- ΚΤΙΣΤΟΥ - بنیادگذار [۷]

### ترانویسی
ترانویسی با الفبای لاتین، برپایه سکه‌های فرهاد چهارم و بلاش سوم:
- الفبای یونانی: ΒΑΣΙΛΕΩΣ ΒΑΣΙΛΕΩΝ ΑΡΣΑΚΟΥ ΕΥΕΡΓΕΤΟΥ ΔΙΚΑΙΟΥ ΕΠΙΦΑΝΟΥΣ ΦΙΛΕΛΛΗΝΟΣ
- لاتین‌نویسی: BASILEOS BASILEON ARSAKOU EUERGETOU DIKAIOU EPIPHANOUS PHILHELLENOS

## زبان و خط

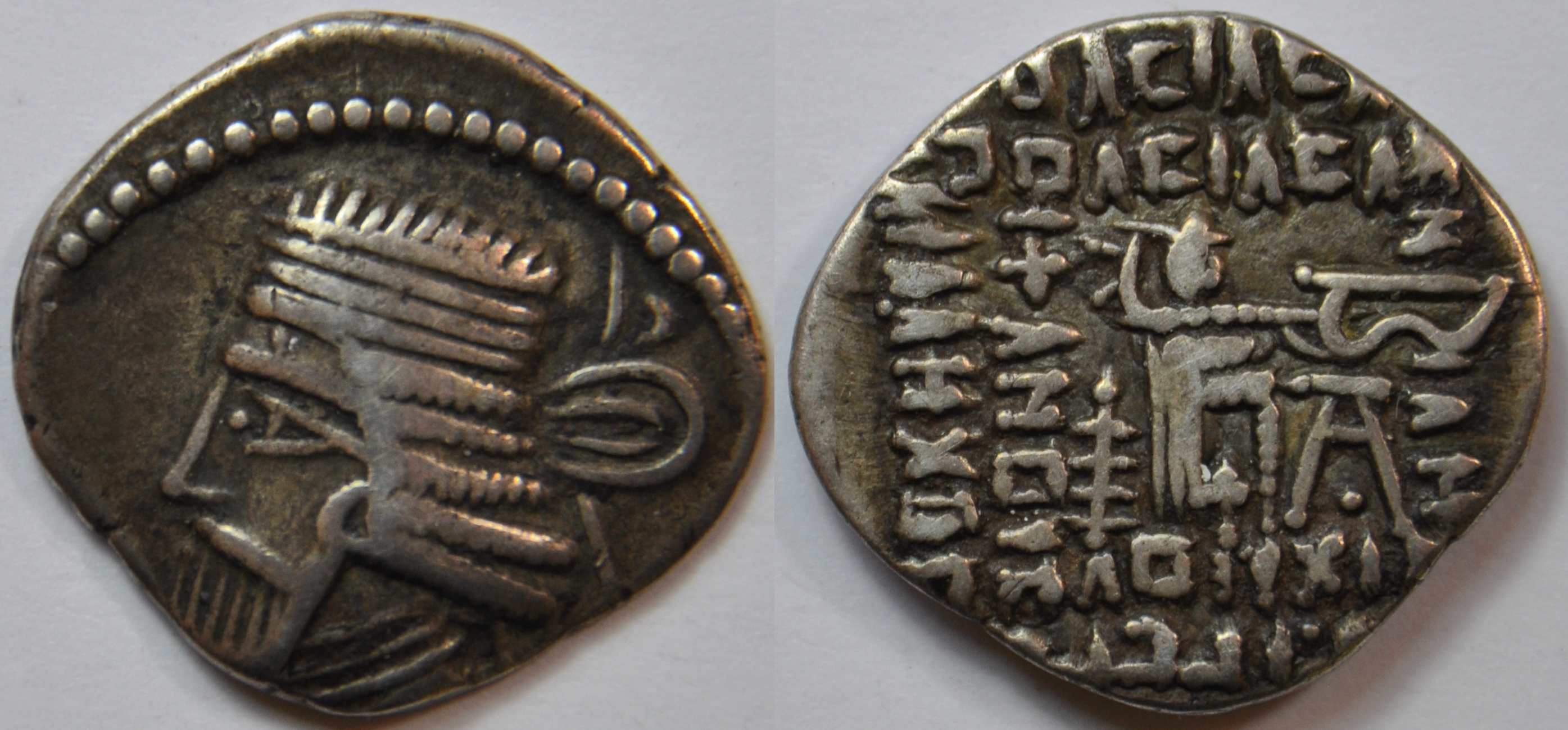
حروف اول نام وَلَگش (پهلوی اشکانی: 𐭅𐭋𐭂𐭔) پشت نقش سر بلاش یکم.

خط رایج نوشته‌ها بر سکه‌های اشکانی، خط یونانی است. استفاده از نوشته‌هایی به خط پهلوی اشکانی تنها در اواخر شاهنشاهی اشکانیان رایج می‌شود. هرچند از دوره بلاش یکم، گاهی نام فرمان‌روا را با خط پهلوی اشکانی، به‌صورت مخفف، پشت سر او ثبت می‌کردند. در اواخر شاهنشاهی اشکانی، نوشته‌های آرامی-پهلوی درکنار نوشته‌های یونانی سکه‌ها که دیگر نادرست و ناخوانا بودند به‌کار می‌رفتند. نوشته‌های آرامی-پهلوی شامل نام شخصی شاه می‌شدند؛ برای نمونه «وَلَگشی مَلکا (با هزوارش: شاه بلاش)».
افول نوشته‌های یونانی بر سکه‌های اشکانی، می‌تواند نشانه زوال یونانی‌مآبی در اواخر شاهنشاهی اشکانی و نیز به‌کارگیری افراد ناآشنا با خط یونانی در ضرابخانه‌ها باشد. استفاده از خط پهلوی اشکانی در سکه‌ها با بلاش یکم آغاز می‌شود و با شکست بلاش ششم و آرتاباز اشکانی، واپسین مدعیان شاهنشاهی اشکانی به‌دست اردشیر بابکان پایان می‌پذیرد. این خط پهلوی درآغاز از ظرافت و کیفیت خوبی برخوردار بود، اما از میانه دوره بلاش چهارم (حدود سال ۱۷۰ م) دچار افول کیفیت می‌شود. این موضوع ناشی از نابسامانی‌های حکومت اشکانیان در پایان دورانش است.